# Dave Sinclair
Dave Sinclair (* 24. listopadu 1947 Herne Bay, Anglie) je britský hudebník – hráč na klávesové nástroje a skladatel. V letech 1966–1967 byl členem skupiny The Wilde Flowers, následně se stal členem skupiny Caravan, ve které hrál i jeho bratranec Richard Sinclair. Později byl členem skupin Matching Mole (1971–1972), Hatfield and the North (1972–1973), The Polite Force (1976–1977) a Camel (1978–1979). Rovněž natočil několik sólových alb.